# علیابادنخوددره
 علیابادنخوددره، روستایی از توابع بخش مرکزی شهرستان تکاب در استان آذربایجان غربی ایران است. این روستا در ۴ کیلومتری غارباستانی کرفتو قرار دارد. شغل مردم این روستا کشاورزی می باشد. این روستا در۳۰ کیلومتری شهرستان تکاب واقع شده و در نقطه مرزی با دوشهرستان سقز و دیواندره می باشد.

## جمعیت
این روستا در دهستان کرفتو قرار دارد و براساس سرشماری مرکز آمار ایران در سال ۱۳۸۵، جمعیت آن ۱۸۲ نفر (۳۱ خانوار) بوده‌است.